# Championnat d'Europe de course à l'américaine masculin
Le Championnat d'Europe de course à l'américaine masculin est le championnat d'Europe de course à l'américaine organisé annuellement par l'Union européenne de cyclisme. Le premier championnat a eu lieu en 1949. Depuis 2010, il est organisé dans le cadre des championnats d'Europe de cyclisme sur piste élites.

## Palmarès
| Année               | Or                                          | Argent                                     | Bronze                                            |
| ------------------- | ------------------------------------------- | ------------------------------------------ | ------------------------------------------------- |
| Championnats Open   |                                             |                                            |                                                   |
| 1949                | Gerrit Boeijen Gerrit Schulte               | Achiel Bruneel Camiel Dekuysscher          | Reginald Arnold Alfred Strom                      |
| 1950                | Gerrit Peters Gerrit Schulte                | Achiel Bruneel Guy Lapébie                 | Armin von Büren Hugo Koblet                       |
| 1951                | Valère Ollivier Albert Sercu                | Gerrit Peters Gerrit Schulte               | Ernest Thyssen Albert Ramon                       |
| 1952                | Jean Le Nizerhy Roger Reynes                | Reginald Arnold Alfred Strom               | Roger Godeau Raymond Goussot                      |
| 1953                | Armin von Büren Hugo Koblet                 | Gerrit Peters Gerrit Schulte               | Achiel Bruneel Arsene Rijckaert                   |
| 1954                | Armin von Büren Hugo Koblet                 | Gerrit Peters Gerrit Schulte               | Achiel Bruneel Lucien Acou                        |
| 1955 (1)            | Dominique Forlini Georges Senfftleben       | Walter Bucher Jean Roth                    | Joseph Debeuckelaer Arsene Rijckaert              |
| 1955 (2)            | Piet Haan Jan Plantaz                       | Gerrit Peters Gerrit Schulte               | Reginald Arnold Sid Patterson                     |
| 1957                | Reginald Arnold Ferdinando Terruzzi         | Joseph Debeuckelaer Arsene Rijckaert       | Evan Klamer Kay Werner Nielsen                    |
| 1958                | Emile Severeyns Rik Van Steenbergen         | Émile Carrara Georges Senfftleben          | Dominique Forlini Pierre Brun                     |
| 1959                | Emile Severeyns Rik Van Steenbergen         | Palle Lykke Kay Werner Nielsen             | Peter Post Gerrit Schulte                         |
| 1960                | Emile Severeyns Rik Van Steenbergen         | Fritz Pfenninger Jean Roth                 | Lucien Gillen Oscar Plattner                      |
| 1961                | Emile Severeyns Rik Van Steenbergen         | Sigi Renz Günther Ziegler                  | Rudi Altig Hans Junkermann                        |
| 1962                | Klaus Bugdahl Fritz Pfenninger              | Peter Post Rik Van Looy                    | Emile Severeyns Rik Van Steenbergen               |
| 1963                | Palle Lykke Rik Van Steenbergen             | Peter Post Willy Vannitsen                 | Reginald Arnold Emile Severeyns                   |
| 1964                | Peter Post Fritz Pfenninger                 | Klaus Bugdahl Sigi Renz                    | Lucien Gillen Peter Tiefenthaler                  |
| 1965                | Rudi Altig Hans Junkermann                  | Emile Severeyns Rik Van Steenbergen        | Dieter Kemper Horst Oldenburg                     |
| 1966 (1)            | Klaus Bugdahl Sigi Renz                     | Palle Lykke Rik Van Steenbergen            | Ron Baensch Fritz Pfenninger                      |
| 1966 (2)            | Peter Post Fritz Pfenninger                 | Sigi Renz Horst Oldenburg                  | Romain Deloof Freddy Eugen                        |
| 1968 (1)            | Dieter Kemper Horst Oldenburg               | Freddy Eugen Rolf Roggendorf               | Klaus Bugdahl Patrick Sercu                       |
| 1968 (2)            | Peter Post Patrick Sercu                    | Dieter Kemper Horst Oldenburg              | Klaus Bugdahl Fritz Pfenninger                    |
| 1969                | Eddy Merckx Patrick Sercu                   | Peter Post Leo Duyndam                     | Klaus Bugdahl Dieter Kemper                       |
| 1971 (1)            | Wilfried Peffgen Sigi Renz                  | Peter Post René Pijnen                     | Graeme Gilmore Patrick Sercu                      |
| 1971 (2)            | Klaus Bugdahl Dieter Kemper                 | Julien Stevens Patrick Sercu               | Wilfried Peffgen Sigi Renz                        |
| 1973 (1)            | Wilfried Peffgen Albert Fritz               | Klaas Balk René Pijnen                     | Julien Stevens Rik Van Linden                     |
| 1973 (2)            | René Pijnen Leo Duyndam                     | Jacky Mourioux Alain Van Lancker           | Wilfried Peffgen Albert Fritz                     |
| 1974                | René Pijnen Patrick Sercu                   | Graeme Gilmore Dieter Kemper               | Sigi Renz Roy Schuiten                            |
| 1976                | René Pijnen Günter Haritz                   | Donald Allan Danny Clark                   | Klaus Bugdahl Patrick Sercu                       |
| 1977                | Eddy Merckx Patrick Sercu                   | René Pijnen Gert Frank                     | Wilfried Peffgen Günter Haritz                    |
| 1978                | Gregor Braun Patrick Sercu                  | Danny Clark Francesco Moser                | René Savary Kim Gunnar Svendsen                   |
| 1979                | Donald Allan Danny Clark                    | René Pijnen Francesco Moser                | Dietrich Thurau Patrick Sercu                     |
| 1980                | René Pijnen Michel Vaarten                  | Patrick Sercu Albert Fritz                 | Heinz Betz Günther Schumacher                     |
| 1981                | Hans-Henrik Ørsted Gert Frank               | Roman Hermann Horst Schütz                 | Albert Fritz Wilfried Peffgen                     |
| 1982                | René Pijnen Patrick Sercu                   | Gert Frank Josef Kristen                   | Maurizio Bidinost Pierangelo Bincoletto           |
| 1983                | Hans-Henrik Ørsted Gert Frank               | Anthony Doyle Gary Wiggins                 | Henry Rinklin Josef Kristen                       |
| 1984                | Anthony Doyle Gary Wiggins                  | Roman Hermann Sigmund Hermann              | Henry Rinklin Josef Kristen                       |
| 1985                | René Pijnen Gert Frank                      | Anthony Doyle Gary Wiggins                 | Dietrich Thurau Josef Kristen                     |
| 1987 (1)            | Roman Hermann Josef Kristen                 | Etienne De Wilde Stan Tourné               | René Pijnen Gert Frank                            |
| 1987 (2)            | Volker Diehl Roland Günther                 | Urs Freuler Hans Rudi Maerki               | Roman Hermann Sigmund Hermann                     |
| 1988                | Danny Clark Anthony Doyle                   | Volker Diehl Roland Günther                | Roman Hermann Hans Rudi Maerki                    |
| 1989                | Danny Clark Anthony Doyle                   | Bruno Holenweger Daniel Wyder              | Marc Meilleur Philippe Tarantini                  |
| 1990                | Pierangelo Bincoletto Jens Veggerby         | Laurent Biondi Philippe Tarantini          | Roland Günther Carsten Wolf                       |
| 1995                | Kurt Betschart Bruno Risi                   | Pierangelo Bincoletto Marco Villa          | Etienne De Wilde Laurenzo Lapage                  |
| 1996                | Jimmi Madsen Jens Veggerby                  | Kurt Betschart Bruno Risi                  | Andreas Kappes Carsten Wolf                       |
| 1997                | Jimmi Madsen Jens Veggerby                  | Kurt Betschart Bruno Risi                  | Etienne De Wilde Frank Corvers                    |
| 1999                | Damien Pommereau Robert Sassone             | Andreas Müller Bernhard Waechter           | Martin Bláha Jacub Lazar                          |
| 2000                | Matthew Gilmore Etienne De Wilde            | Silvio Martinello Marco Villa              | Kurt Betschart Bruno Risi                         |
| 2001                | Matthew Gilmore Etienne De Wilde            | Silvio Martinello Marco Villa              | Kurt Betschart Bruno Risi                         |
| 2002                | Danny Stam Robert Slippens                  | Kurt Betschart Bruno Risi                  | Martin Liska Jozef Zabka                          |
| 2003                | Andreas Kappes Andreas Beikirch             | Danny Stam Robert Slippens                 | Kurt Betschart Bruno Risi                         |
| 2004                | Alexander Aeschbach Franco Marvulli         | Martin Liska Jozef Zabka                   | Jens-Erik Madsen Michael Smith Larsen             |
| 2005                | Matthew Gilmore Iljo Keisse                 | Martin Bláha Petr Lazar                    | Konstantin Ponomarev Alexey Shmidt                |
| 2006                | Bruno Risi Franco Marvulli                  | Danny Stam Peter Schep                     | Alois Kaňkovský Petr Lazar                        |
| 2007                | Jens Mouris Peter Schep                     | Alexei Markov Nikolay Trusov               | Ivan Kovalev Alexey Shmidt                        |
| 2008                | Iljo Keisse Kenny De Ketele                 | Casper Jørgensen Michael Mørkøv            | Ivan Kovalev Sergueï Kolesnikov                   |
| 2009                | Roger Kluge Robert Bartko                   | Alexey Shmidt Sergueï Kolesnikov           | Danny Stam Peter Schep                            |
| Championnats élites |                                             |                                            |                                                   |
| 2010                | Tchéquie Martin Bláha Jiří Hochmann         | Belgique Kenny De Ketele Tim Mertens       | Ukraine Mykhaylo Radionov Sergiy Lagkuti          |
| 2011                | Belgique Kenny De Ketele Iljo Keisse        | Suisse Claudio Imhof Cyrille Thièry        | France Vivien Brisse Morgan Kneisky               |
| 2012                | Tchéquie Martin Bláha Jiří Hochmann         | Russie Artur Ershov Valery Kaykov          | Italie Angelo Ciccone Elia Viviani                |
| 2013                | Italie Elia Viviani Liam Bertazzo           | Espagne David Muntaner Albert Torres       | Belgique Kenny De Ketele Gijs Van Hoecke          |
| 2014                | Autriche Andreas Graf Andreas Müller        | Belgique Otto Vergaerde Kenny De Ketele    | France Morgan Kneisky Vivien Brisse               |
| 2015                | Espagne Sebastián Mora Albert Torres        | Russie Mikhail Radionov Andrey Sazanov     | France Morgan Kneisky Bryan Coquard               |
| 2016                | Espagne Sebastián Mora Albert Torres        | France Morgan Kneisky Benjamin Thomas      | Belgique Kenny De Ketele Moreno De Pauw           |
| 2017                | France Florian Maitre Benjamin Thomas       | Danemark Niklas Larsen Casper Pedersen     | Pologne Wojciech Pszczolarski Daniel Staniszewski |
| 2018                | Belgique Kenny De Ketele Robbe Ghys         | Allemagne Roger Kluge Theo Reinhardt       | Grande-Bretagne Ethan Hayter Oliver Wood          |
| 2019                | Danemark Lasse Norman Hansen Michael Mørkøv | Pays-Bas Yoeri Havik Jan-Willem van Schip  | Allemagne Maximilian Beyer Theo Reinhardt         |
| 2020                | Espagne Sebastián Mora Albert Torres        | Portugal Ivo Oliveira Rui Oliveira         | Italie Francesco Lamon Stefano Moro               |
| 2021                | Pays-Bas Yoeri Havik Jan-Willem van Schip   | Belgique Kenny De Ketele Lindsay De Vylder | Portugal Rui Oliveira Iúri Leitão                 |
| 2022                | Allemagne Roger Kluge Theo Reinhardt        | France Thomas Boudat Donavan Grondin       | Belgique Robbe Ghys Fabio Van den Bossche         |
| 2023                | Allemagne Roger Kluge Theo Reinhardt        | Italie Simone Consonni Michele Scartezzini | France Benjamin Thomas Donavan Grondin            |
| 2024                | Allemagne Roger Kluge Theo Reinhardt        | France Thomas Boudat Donavan Grondin       | Danemark Michael Mørkøv Theodor Storm             |
| 2025                | Pays-Bas Yanne Dorenbos Vincent Hoppezak    | Allemagne Roger Kluge Tim Torn Teutenberg  | Portugal Ivo Oliveira Rui Oliveira                |

## Tableau des médailles (depuis 2010)
| Rang  | Nation          | Or | Argent | Bronze | Total |
| ----- | --------------- | -- | ------ | ------ | ----- |
| 1     | Allemagne       | 3  | 2      | 1      | 6     |
| 2     | Espagne         | 3  | 1      | 0      | 4     |
| 3     | Belgique        | 2  | 3      | 3      | 8     |
| 4     | Pays-Bas        | 2  | 1      | 0      | 3     |
| 5     | Tchéquie        | 2  | 0      | 0      | 2     |
| 6     | France          | 1  | 3      | 4      | 8     |
| 7     | Italie          | 1  | 1      | 2      | 4     |
| 8     | Danemark        | 1  | 1      | 1      | 3     |
| 9     | Autriche        | 1  | 0      | 0      | 1     |
| 10    | Russie          | 0  | 2      | 0      | 2     |
| 11    | Portugal        | 0  | 1      | 2      | 3     |
| 12    | Suisse          | 0  | 1      | 0      | 1     |
| 13    | Grande-Bretagne | 0  | 0      | 1      | 1     |
| 13    | Pologne         | 0  | 0      | 1      | 1     |
| 13    | Ukraine         | 0  | 0      | 1      | 1     |
| Total | Total           | 16 | 16     | 16     | 48    |